# Caso Bridgeman Art Library Ltd. contra Corel Corporation
El caso de Bridgeman Art Library Ltd. contra Corel Corporation, 36 F.Supp.2d 191 (S.D.N.Y. 1999) fue un proceso resuelto por la Corte del Distrito del Sur de Nueva York, Estados Unidos, que estableció que las copias fotográficas exactas de imágenes del dominio público no podían ser protegidas por copyright, porque carecen de originalidad. Incluso cuando se requiere un gran desempeño de habilidad, experiencia o esfuerzo para obtener copias con exactitud, es un proceso que carece de originalidad, la cual es el elemento clave para reclamar copyright bajo la legislación de los Estados Unidos. La decisión se aplica sólo a imágenes bidimensionales como las pinturas.
Varias cortes federales han seguido la resolución del caso Bridgeman, aunque todavía está pendiente de ser confirmada específicamente por la Suprema Corte de los Estados Unidos. Sin embargo, la resolución de la Corte en el caso Feist contra Rural, en la cual se rechaza explícitamente la dificultad del trabajo o el gasto monetario en la obtención de copyright, (en inglés «copyrightability»), parece dar soporte al razonamiento subyacente al caso Bridgeman.

## Hechos

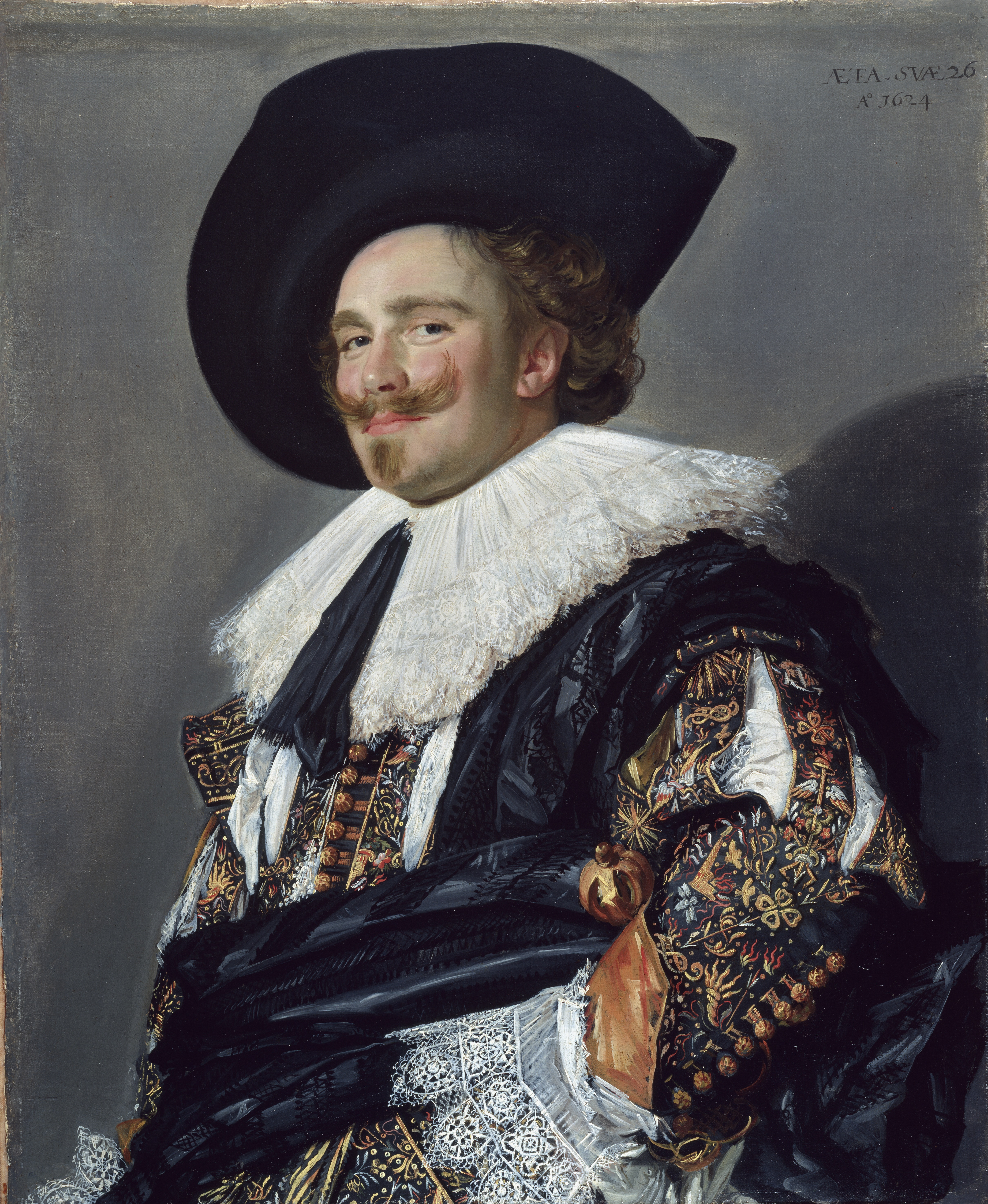
Caballero sonriente, 1624, por Frans Hals. Esta imagen fue utilizada por Bridgeman como ejemplo.

La empresa Corel vendía un CD-ROM llamado "CD ROM de másters de fotos profesionales", que contenía imágenes digitalizadas de pinturas de maestros europeos en el Reino Unido, los Estados Unidos y Canadá. Corel declaró que había obtenido estas imágenes de una compañía llamada "Off the Wall Images", una compañía que ya no existía.
Bridgeman Art Library poseía una gran biblioteca de fotografías de pinturas de maestros europeos, tanto en transparencias como en forma digital. Los plazos de derechos de autor en las pinturas habían expirado, pero Bridgeman afirmó que poseía el derecho de autor sobre las reproducciones fotográficas. Bridgeman permitía la autorización de estas reproducciones por una tarifa.

## Relevancia
Para las enciclopedias públicas, como la Wikipedia, supone que es legalmente posible, según la legislación de los Estados Unidos utilizar imágenes fotográficas de cuadros no protegidos por derechos de autor, aunque está por demostrar si esto podría aplicarse a cuadros existentes en pinacotecas europeas (en el Reino Unido los museos retienen el copyright sobre sus reproducciones y esto no ha sido discutido) o del resto del mundo, o a fotografías obtenidas por europeos.